# Христос Пахтас
Христос Пахтас (на гръцки: Χρήστος Πάχτας) е гръцки политик от Общогръцкото социалистическо движение.

## Биография
Роден е в 1951 година в халкидическото градче Арнеа (Леригово) в семейството на Астериос и Пигина. Баща му работи в продължение на години като миньор в Белгия и е боец от национална съпротива и е председатела на Всегръцката организация на борците от националната съпротива на Халкидики. Христос получава начално и средно образование във Фландрия, Арнеа и Солун. Учи в Химическия факултет на Свободния университет в Брюксел. През 1972 г. става член на организацията „Ригас Фереос“ в Белгия. През 1973 година е избран за председател на Студентската асоциация. Член е на Управителния съвет на Движението срещу расизма, ксенофобията и фашизма в Брюксел. Между 1975 и 1979 година работи в Университета в Брюксел като научен сътрудник в катедрата по индустриална химия. Става почетен доктор на Университета „Ла Троб“ в Мелбърн.
Той се завръща в Гърция и през 1980 г. той основава и ръководи Арнейското свободно училище. В 1982 г. става председател на Културното и образователно сдружение на Арнеа и допринася за създаването на Свободния отворен университет.
От октомври 1983 г. е работил като специален съветник в номархията на Халкидики. Между 1986 и 1989 година е номарх на Хиос и на Еврос. Избиран е за депутат от Халкидики от 1989 до 2004 година. През 1989 и 1990 година е секретар на Бюрото на Парламента. През периода 1989 – 1993 година участва в Парламентарната асамблея на Съвета на Европа и Западноевропейския съюз. Участва в Парламентарната асамблея на икономическото сътрудничество на черноморските държави от септември 1994 г. до декември 1995 г.
Заместник-министър на промишлеността, енергетиката, изследвания и технологии (1993-1994) в правителството на Андреас Папандреу. Заместник-министър на икономиката и финансите от януари 1996 г. до януари 2004 г. в правителството на Костас Симитис, като отговаря за управлението и мониторинга на европейските програми, Рамката за подкрепа от Съюза, Кохезионния фонд и инициативите на Съюза. Член е на Комитета за организация на Олимпийските игри в 2004 година. През ноември 2010 година е избран за демарх на дем Аристотел.